# Domino (konstgods)

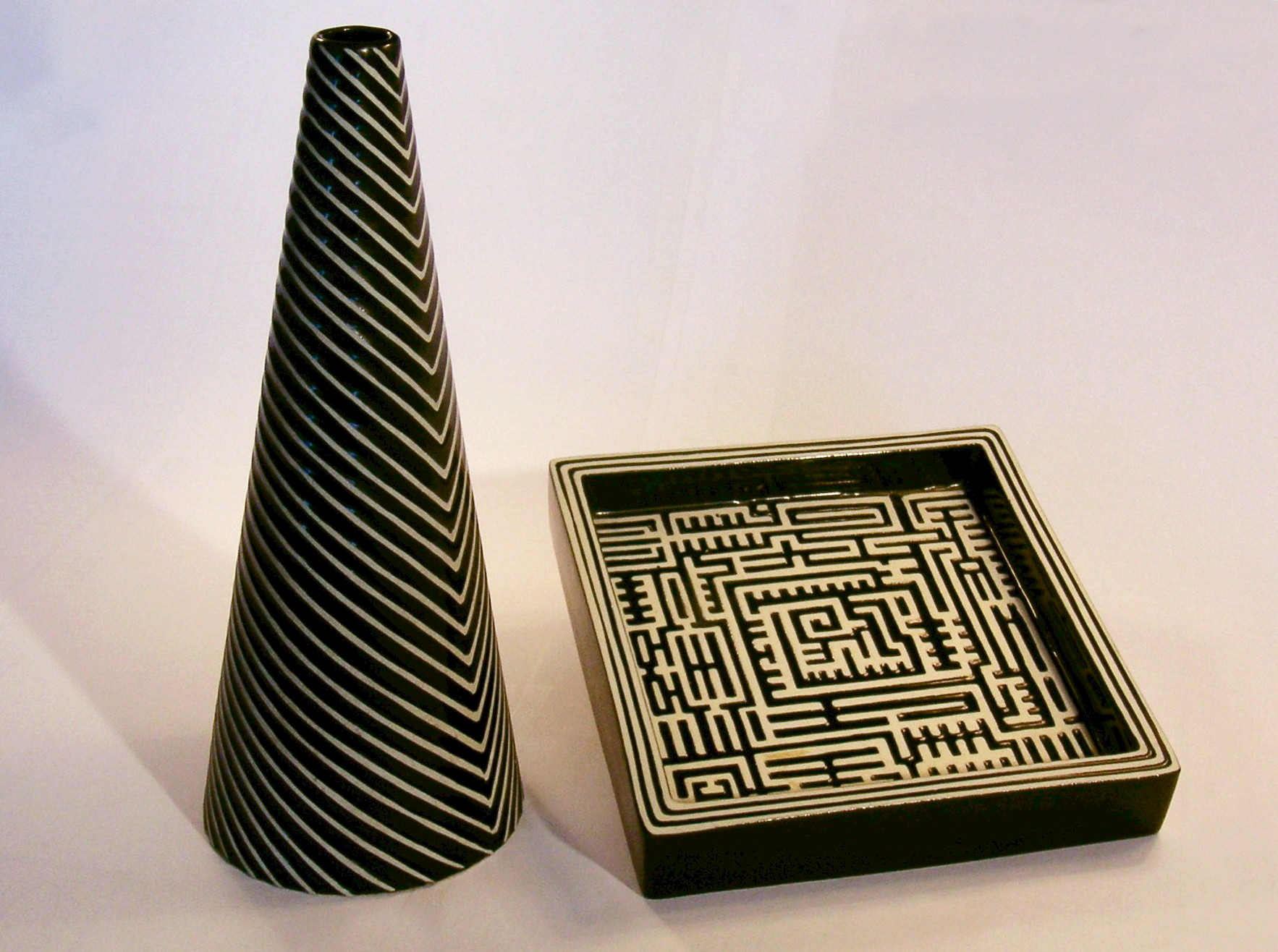
"Domino" vas och askfat i svart-vit dekor

Domino var en konstgodsserie skapad av konstnären Stig Lindberg mellan åren 1955 och 1969.
Domino lanserades på Helsingborgsutställningen 1955 och en zigaretthållare i form av en kub med H55-symbolen på sidan fanns med i serien. Andra föremål var vaser med det typiska rut- eller linjemönstret, samt ett askfat med rut- eller labyrintdekor. Askfatet användes gärna på företag med motsvarande företagslogo i övre vänstra hörn. Domino tillverkades mellan 1955 och 1969 av Gustavsbergs porslinsfabrik i en massa av stengodstyp. Konstgodsserien förknippas av de flesta med en svart-vit dekor, men finns även i gulbrunt, gult och blått.